# 拉斐尔·埃古斯基萨
拉斐尔·埃古斯基萨（西班牙語：Rafael Egusquiza，1935年6月14日—2017年6月1日），西班牙男子曲棍球运动员。他曾代表西班牙国家队参加1960年夏季奥林匹克运动会曲棍球比赛，获得一枚铜牌。